# Triabo station

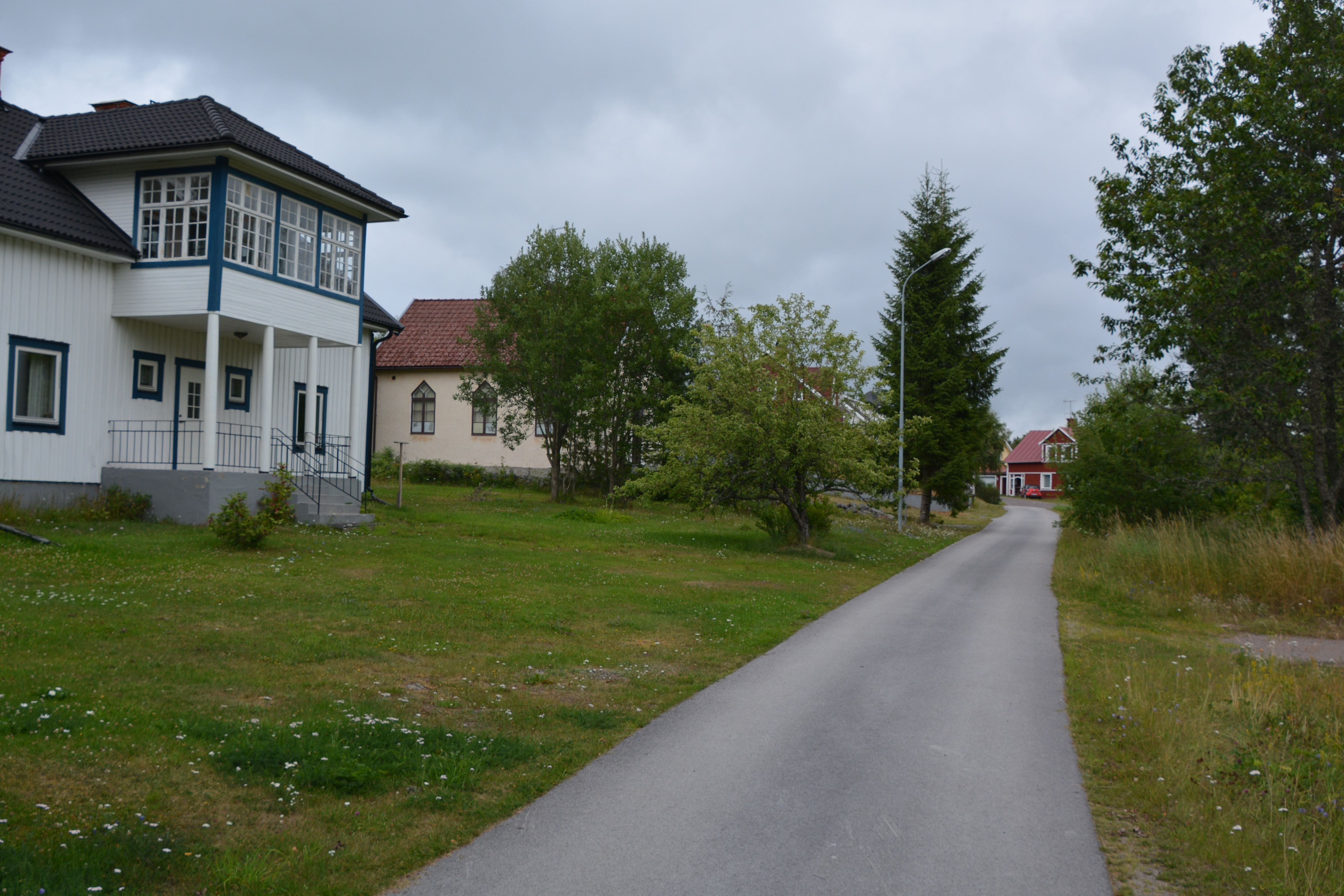
Tan fram till stationen i Triabo

Triabo är en station och en småort vid tidigare Växjö-Åseda-Hultsfreds Järnväg i Virserums socken i Hultsfreds kommun.       
Triabo station öppnades 1911 och hade ett frilastspår med plats för sex vagnar och en lastkaj med plats för tre vagnar. Det fanns också tidigare också en poststation i anslutning till stationshuset.
Stationshuset är i samma stil som de i Hultanäs och Mosstorp, med en fasad som är klädd med faluröd liggande panel.
Triabo byggdes upp som ett stationssamhälle med flera bostadshus utefter en gata fram till stationen. Det hade tidigare en affär (nedlagd 1991), en skola och en frikyrka. Orten hade en telefonstation mellan 1934 och 1966. Det fanns också arbetsplatser på verkstäder, sågverk och snickerifabriker.